# Yamagata Shinkansen

Yamagata Shinkansen (blå linje)
Anslutande linje Tokyo-Fukushima (röd linje)

Yamagata Shinkansen (japanska: 山形新幹線?) är en järnvägslinje mellan Fukushima och Shinjō i Yamagata prefektur i Japan. 
Linjens officiella namn är Ōu-honsen (japanska: 奥羽本線?, Ōu huvudlinje).

## Historia
Den 1 juli 1992 öppnade JR Higashi Nihon Yamagata Shinkansen-linjen mellan Fukushima och Yamagata. Linjen var den första shinkansen-linjen som inte var nybyggd. I stället byggde man om den smalspåriga linjen, Ōu-honsen, som fanns sedan tidigare mellan Fukushima och Yamagata. Det innebär att man tvingas hålla en lägre hastighet och ha smalare fordon än normalt på shinkansen-linjerna. Denna lösning kom att kallas mini-shinkansen och har senare använts även för Akita Shinkansen. Linjen förlängdes i december 1999 till Shinjō i norra delen av Yamagata prefektur. Vid öppnandet och fram till 1999 användes serie 400 tåg som konstruerades för den ny mini-shinkansen med en smalare lastprofil än övriga Shinkansen. Sedan 1999 används serie E3 som då använts ett par år på Akita Shinkansen och sedan 2024 serie E8

## Trafik

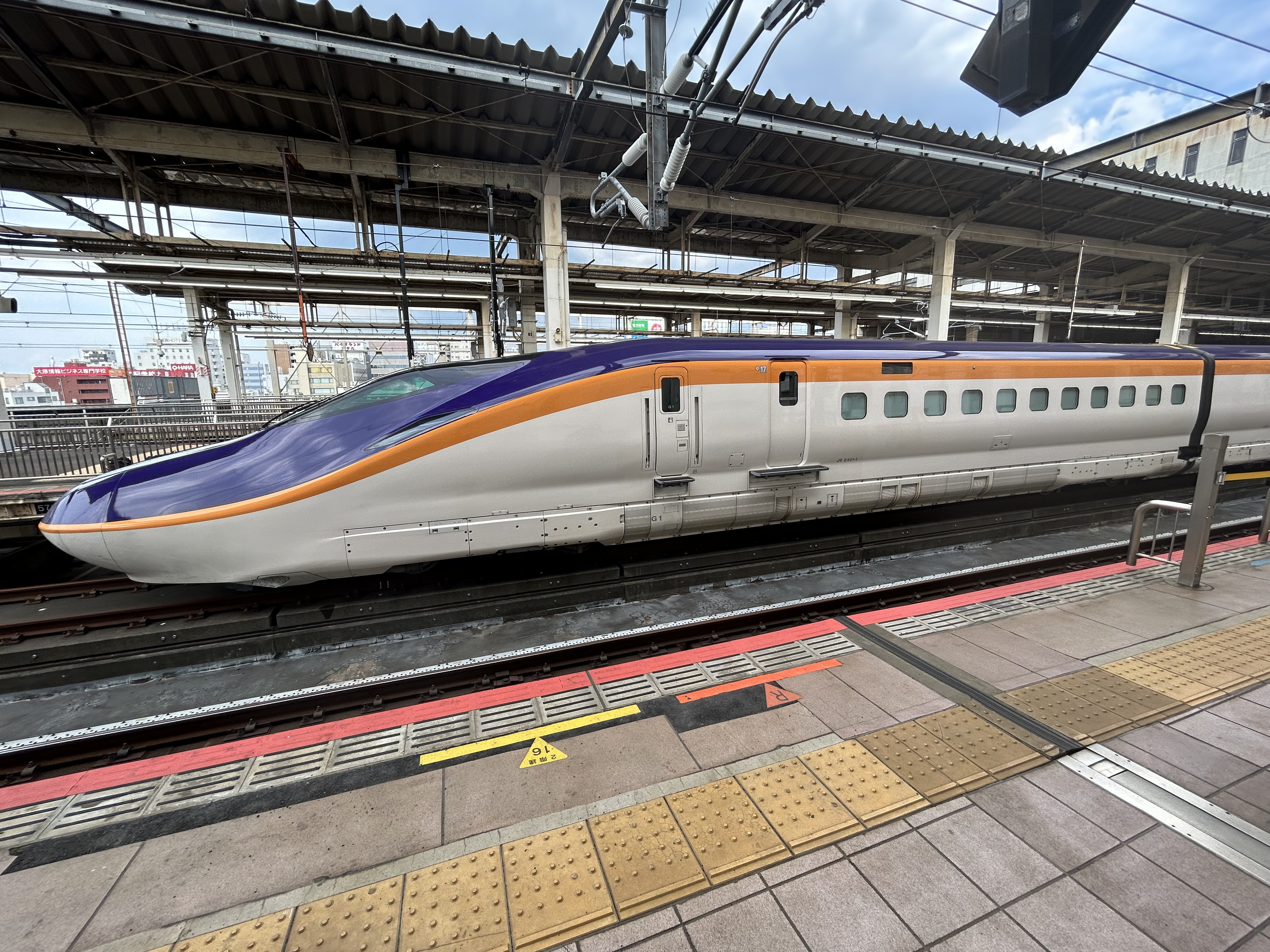
Serie E8 under testkörning.

Linjen trafikeras av tåg mellan Tokyo och Shinjō, som mellan Tokyo och Fukushima använder Tohoku Shinkansen-linjen. Tågen kallas i tidtabeller och marknadsföring för Tsubasa (japanska: つばさ?, vinge). Linjen har elva stationer där shinkansen-tågen stannar. Dessutom går det lokaltåg på samma spår som shinkansen-tågen, något som bara förekommer på de två mini-shinkansen-linjerna. Dessa stannar på fler stationer. Mellan Fukushima och Tokyo går Tsubasa sammankopplade med Yamabiko på Tohoku Shinkansen.
På linjen används tåg ur serierna E3 och E8. E8 är speciellt framtagna för Yamagata Shinkansen togs i drift i mars 2024 för att ersätta hela flottan med E3 under 2026. E8 serien har fått längre nos liknande E6 som används på Akita shinkansen, men inte lika lång. Eftersom andelen av linjen som tillåter hastigheter över 300 km/h är mindre än för Akita shinkansen, ligger fokus för E8 lite mer på passagerarkapacitet än maxhastighet. E8 största tillåtna hastighet är 300 km/h till skillnad från E3s 275 km/h och E6s 320 km/h. Den högre hastigheten kan utnyttjas på Tohoku Shinkansen.
Det finns även ett speciellt tågsätt Toreiyu avsett främst för turister, med mer avslappnad och lyxigare inredning och bland annat fotbad. Det infördes 19 juli 2014 och är ett ombyggt serie E3 tåg som friställdes när Akita Shinkansen började trafikeras med nya Serie E6 tåg.

## Yonezawatunneln
Sträckan mellan Fukushima och Yonezawa går över Itaya Togepasset i Ōu-bergen, en passage som tar järnvägen 548 meter över havet, har många skarpa kurvor, lutningar upp till 3,8 % och hastighetsbegräsning ner till 55 km/h som lägst. Bergspasset har också ofta mycket snö och hårda vindar vilket leder till i snitt 169 förseningar och inställda avgångar per år, med japanska mått mätt många. 2017 genomförde JR Higashi Nihon geologiska undersökningar för att göra en 23 km lång tunnel under bergen.  2022 skrev tågbolaget en avsiktsförklaring tillsammans med Yamagata prefektur om att bygga tunneln. Tanken är att hastighetsbegränsningen i tunneln ska vara 200 km/h och det ska ge 10 minuter kortare restid. Det finns fyra stationer längs rutten som betjänas av lokaltåg men inte Shinkansen, lokalbefolkningen befarar att trafiken även med lokaltåg på den existerande sträckningen och därmed till dessa stationer kommer läggas ner om tunneln byggs. Tunneln beräknas stå klar i slutet av 2030-talet och beräknas kosta 150 miljarder yen.